# Gardyny
Gardyny [garˈdɨnɨ] (deutsch Gardienen, bis 1928 auch Groß Gardienen) ist eine Ortschaft der Gmina Dąbrówno (Gilgenburg) im Powiat Ostródzki (Kreis Osterode in Ostpreußen) der polnischen Woiwodschaft Ermland-Masuren.

## Geographische Lage

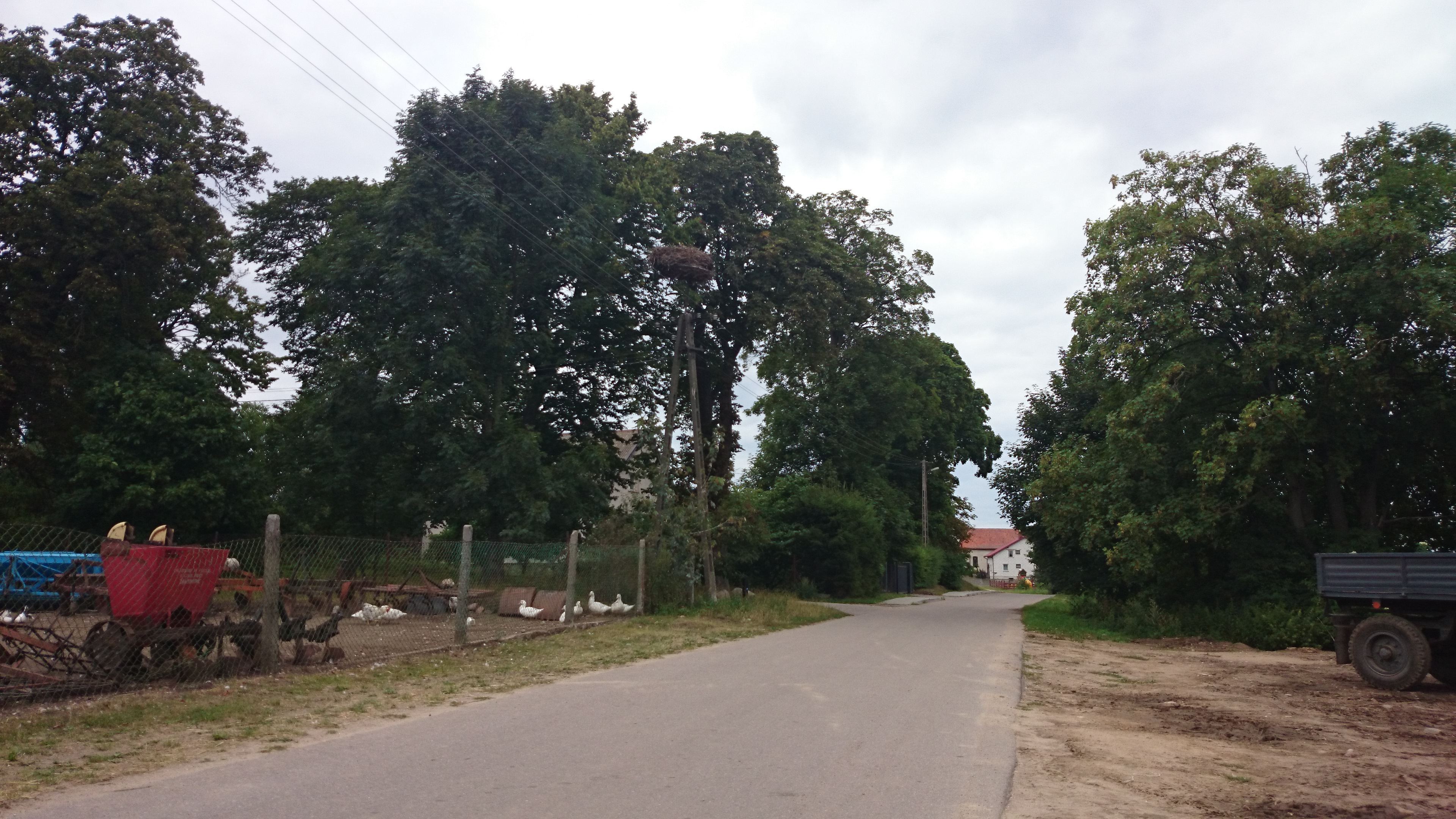
Dorfstraße in Gardyny

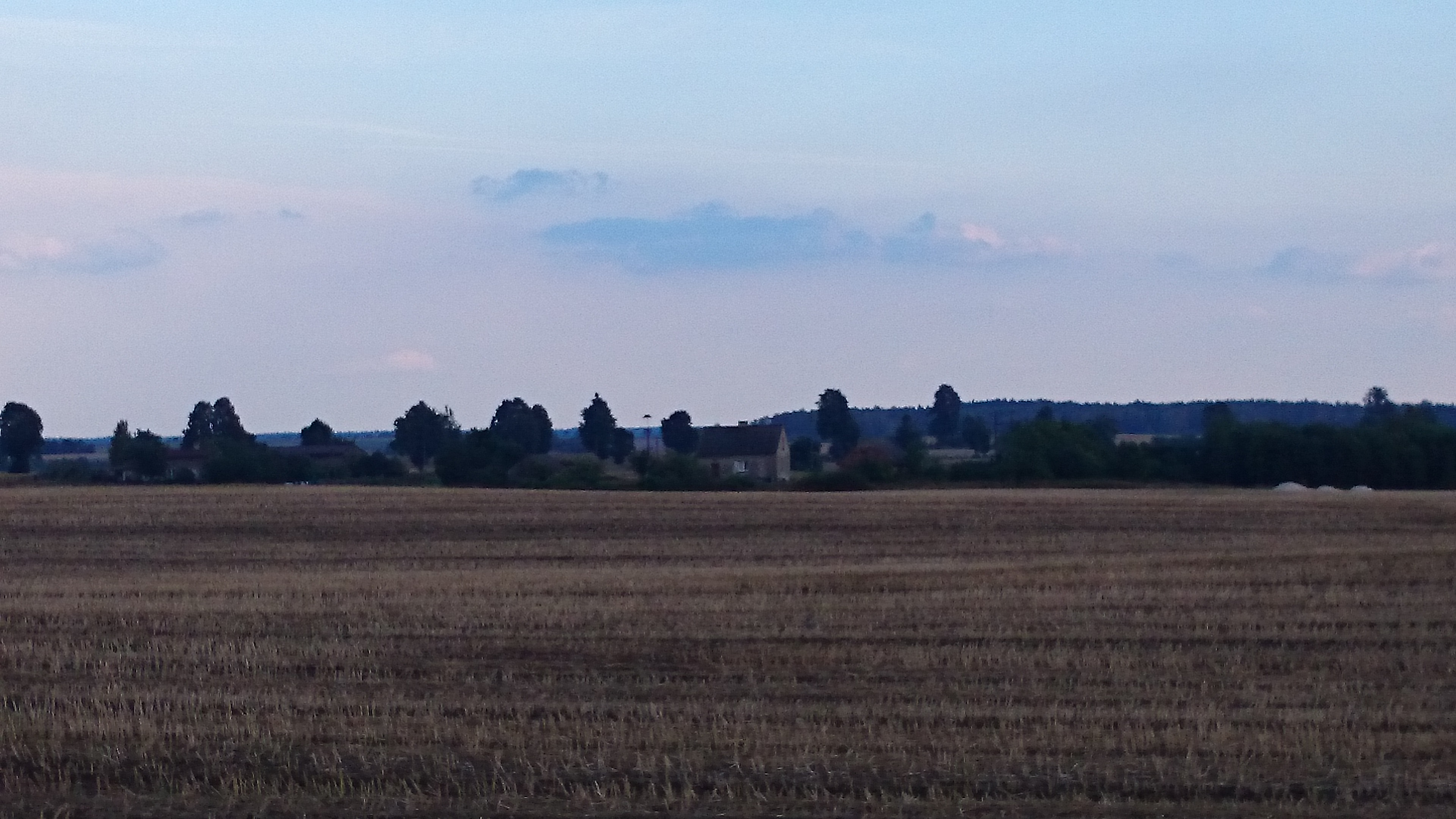
Landschaft bei Gardyny

Das Dorf liegt in der historischen Region Ostpreußen am Westufer des Gardiener Sees (polnisch Jezioro Gardejki), etwa 18 km nordwestlich der Kreisstadt Nidzica (deutsch Neidenburg).

## Geschichte

### Ortsgeschichte
Die erste urkundliche Erwähnung erfolgte 1321. Ab 1436 hieß der Ort Gardienen, 1579 Garden, dann wieder Gardienen. Der Name leitet sich von prußisch „gardinai“ ab und bedeutet Umzäunung, Pferch. 1785 wird Gardiehnen als adliges Gut mit 20 Feuerstellen (Haushaltungen) bezeichnet. Im 18. Jahrhundert gehörte das Kirchdorf Groß Gardienen einer Linie der Grafen Finck von Finckenstein, die ihren Sitz im Schloss bei der Stadt Gilgenburg hatte. Um 1865 befand sich die Herrschaft Groß Gardienen im Besitz des Grafen Louis von Nostitz (* 1824), dem auch die Herrschaften Feilen und Neidenburg gehörten.
Im Jahre 1874 wurden die Landgemeinde Gardienen und der Gutsbezirk Groß Gardienen in den neu errichteten Amtsbezirk Skottau (polnisch Szkotowo) im ostpreußischen Kreis Neidenburg eingegliedert. Ein Wohnplatz südlich von Groß Gardienen war das Gut Klein Gardienen (polnisch Gardynki, nicht mehr existent), das im Grunde lediglich aus einem großen Hof bestand.
Im Jahre 1910 betrug die Einwohnerzahl von Gardienen 426, vom Gutsbezirk Groß Gardienen 67.
Am 26. August 1914 kam es hier zu einem Gefecht im Rahmen der Schlacht bei Tannenberg. Aufgrund der Bestimmungen des Versailler Vertrags stimmte die Bevölkerung im Abstimmungsgebiet Allenstein, zu dem Gardienen gehörte, am 11. Juli 1920 über die weitere staatliche Zugehörigkeit zu Ostpreußen (und damit zu Deutschland) oder den Anschluss an Polen ab. In Gardienen (Dorf und Gut) stimmten 248 Einwohner für den Verbleib bei Ostpreußen, auf Polen entfielen 27 Stimmen.
Am 30. September 1928 wurde der Gutsbezirk Groß Gardienen mit der Ortschaft Klein Gardienen in die Landgemeinde Gardienen eingegliedert.
Etwa im Jahre 1932 wurde Gardienen Amtsdorf, als der Amtsbezirk Skottau in den Amtsbezirk Gardienen umgewandelt wurde. Er gehörte bis 1945 zum Regierungsbezirk Allenstein der Provinz Ostpreußen des Deutschen Reichs.
Gegen Ende des Zweiten Weltkriegs wurde die Region mit Groß Gardienen am 20. Januar 1945 von sowjetischen Truppen erobert. Nach Kriegsende wurde Gardienen zusammen mit der südlichen Hälfte Ostpreußens unter polnische Verwaltung gestellt. Es setzte nun die Zuwanderung polnischer Zivilisten ein. Soweit die deutschen Einheimischen nicht geflohen waren, wurden sie in der darauf folgenden Zeit vertrieben.
Seit 1945 trägt Gardienen die polnische Namensform „Gardyny“ und ist heute eine Ortschaft im Verbund der Landgemeinde Dąbrówno (Gilgenburg) im Powiat Ostródzki (Kreis Osterode in Ostpreußen), bis 1998 der Woiwodschaft Olsztyn, seither der Woiwodschaft Ermland-Masuren zugehörig. Im Jahre 2011 zählte Gardyny 199 Einwohner.

### Bevölkerungsentwicklung
| Jahr | Einwohner | Anmerkungen |
| ---- | --------- | ----------- |
| 1852 | 307       | [ 13 ]      |
| 1905 | 360       | [ 14 ]      |
| 1933 | 464       | [ 15 ]      |
| 1939 | 508       | [ 15 ]      |

### Amtsbezirk Gardienen (ca. 1932 bis 1945)
Zum Amtsbezirk Gardienen gehörten bis 1945 neun Dörfer:
| Deutscher Name | Geänderter Name 1938 bis 1945 | Polnischer Name |
| -------------- | ----------------------------- | --------------- |
| Browienen      | Froben                        | Browina         |
| Gardienen      |                               | Gardyny         |
| Kownatken      | Kaunen                        | Kownatki        |
| Lippau         |                               | Lipowo          |
| Logdau         |                               | Łogdowo         |
| Oschekau       |                               | Osiekowo        |
| Siemienau      |                               | Siemianowo      |
| Skottau        |                               | Szkotowo        |
| Thurau         |                               | Thurau          |

## Kirche

### Kirchengebäude

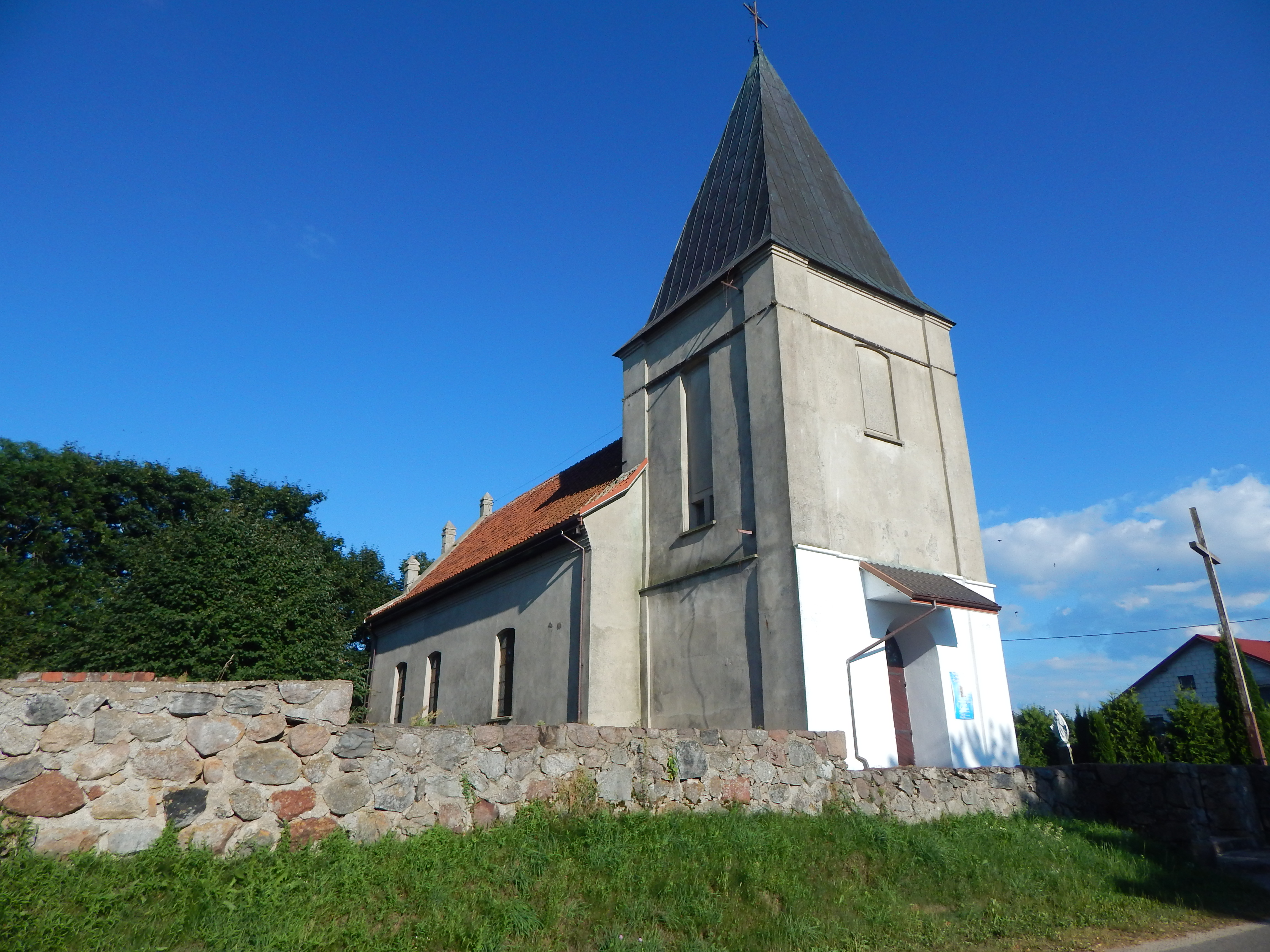
Kirche Gardyny

Eine Kirche soll in Groß Gardienen bereits 1436 vorhanden gewesen sein. Einen Erneuerungsbau erhielt die Kirchengemeinde im Jahre 1596, von dem der Turmunterbau der jetzigen Kirche stammt. 1743 wurde diese unter dem Patronat des Grafen Finck von Finckenstein, Erbhauptmann auf Gilgenburg (polnisch Dąbrówno), errichtet. Es handelt sich dabei um einen Saalbau aus verputztem Mischmauerwerk mit zweigeschossigem Westturm. Zwei Eingänge führen in das Gebäude – im Turm und an der Südseite. Vor letzterer befindet sich eine Vorhalle aus Fachwerk. Am Ostende der Nordseite hat man die Sakristei angebaut.
Der Innenraum hat eine trapezförmige Decke. Der Altar (um 1715) und die Kanzel (um 1730) wurden in der Mitte des 18. Jahrhunderts vereinigt. Zur Innenausstattung gehörte ein schwebender Taufengel.
Die Kirche verfügt erst seit neuerer Zeit über eine Orgel. Das Geläut der Kirche besteht aus zwei Glocken. Auf der älteren von beiden steht: „ANNO DOMINI 1633. FELIX KIKOLL DIE ZEIT HAUPTMANN AUF NEIDENBURCK. GOSS MICH NIKLAS SCHMIDICHEN“: Auf der jüngeren von 1697 ist der Erbhauptmann Ernst Graf Finck von Finckenstein als Patron genannt.
Im Jahre 1931 wurde die Kirche umfassend restauriert und dabei der Oberbau des Turms verändert, auch der Spitzbogeneingang rundbogig gestaltet. 1945 wurde das Gotteshaus zerstört und bis 1990 wieder aufgebaut.

### Kirchengemeinde

#### Evangelisch

##### Kirchengeschichte
Die Gründung einer Kirche in Groß Gardienen liegt im Dunkel der Geschichte. 1721 war sie Filialkirche von Waplitz (polnisch Waplewo), von 1870 bis 1902 von Usdau (polnisch Uzdowo). Im Jahr 1901 erhielt sie einen eigenen Pfarrer; ab 1. Oktober 1902 wurde die Kirche Gardienen abgetrennt und verselbständigt. 1925 zählte das Kirchspiel 1000 Gemeindeglieder. Es war in den Kirchenkreis Neidenburg (polnisch Nidzica) in der Kirchenprovinz Ostpreußen der Kirche der Altpreußischen Union bis 1945 eingegliedert. Heute ist Gardyny eine Filialgemeinde der Heilig-Kreuz-Kirche Nidzica in der Diözese Masuren der Evangelisch-Augsburgischen Kirche in Polen.

##### Kirchspielorte
In das Kirchspiel Groß Gardienen waren bis 1945 eingepfarrt:
| Deutscher Name   | Polnischer Name |  | Deutscher Name | Polnischer Name |
| ---------------- | --------------- |  | -------------- | --------------- |
| (Groß) Gardienen | Gardyny         |  | Oschekau       | Osiekowo        |
| Klein Gardienen  | Gardynki        |  | Reinshof       | Dąbrowa         |
| Logdau           | Łogdowo         |  | Siemienau      | Siemianowo      |

##### Pfarrer
Von 1901 bis 1945 amtierten an der Kirche Groß Gardienen die Geistlichen:
- Otto Julius Wilhelm Laskawy, 1901–1907
- Hans Adolf Bachor, 1907–18909
- Eigen Drwenski, 1910–1911
- Wilhelm Wilde, 1922–1934
- Hans Zollenkopf, 1934–1935
- Johannes Brandtner, 1935–1942
- Hellmuth Robscheit, ab 1942
- Erich Willamowski, 1942–1945

#### Römisch-katholisch
Bis 1945 waren die römisch-katholischen Einwohner (Groß) Gardienens in die Kirche Thurau (polnisch Turowo) im Bistum Ermland eingepfarrt. Heute ist Gardyny selbst ein Kirchort und gehört zum Erzbistum Ermland.

## Schwedenschanze (Szwedzkie Góry)
Am südlichen Ende des Dorfes liegt ein Berg (Moränenerhebung), den der Volksmund „Schwedenschanze“ (polnisch Szwedzkie Góry) nennt. Im 17. Jahrhundert drangen schwedische Truppen ins Herzogtum Preußen ein, und der Burgwall könnte der Bevölkerung als Fliehburg gedient haben – vielleicht aber verschanzten sich dort auch die schwedischen Truppen. Die Bevölkerung hat stets den Bezug zum Schwedenkrieg gesehen. Doch schon in prussischer Zeit bestand hier eine Rückzugsmöglichkeit, was Ausgrabungsfunde belegen. Vermutlich stammt der Burgberg aus dem 9. bis 12. Jahrhundert. Sogar kultischen Zwecken mag er gedient haben.

## Schule
Eine Schule in Gardienen wurde erstmals 1579 erwähnt. Im 20. Jahrhundert gab es hier ein zweiklassiges Schulgebäude.

## Verkehr
Gardyny liegt an einer Nebenstraße, die die Schnellstraße 7 bei Rączki (Rontzken, 1938 bis 1945 Hornheim) mit der Woiwodschaftsstraße 542 bei Kalbornia (Kahlborn) und Dąbrówno (Gilgenburg) verbindet. Außerdem endet in Gardyny eine von Lipówka (Lindenau) und Gąsiorowo (Ganshorn) kommende Straße.
Bis 1945 war Bergling (polnisch Brzeźno Mazurskie) die nächste Bahnstation. Sie lag an der in den 1990er Jahren aufgegebenen und abgebauten Bahnstrecke Osterode (Ostpr.)–Bergfriede–Groß Tauersee.